# Jean-Antoine Lafargue de Grangeneuve
Jean-Antoine Lafargue de Grangeneuve, né le 4 décembre 1751 à Bordeaux, mort guillotiné le 1er nivôse an II (le 21 décembre 1793) dans la même ville, est un homme politique de la Révolution française. 

## Biographie

### Famille
La famille Lafargue de Grangeneuve est une ancienne famille bourgeoise originaire de Guyenne. Elle possédait avant la Révolution, les seigneuries de Grangeneuve et de Bellefon. Elle donna des avocats et des juges et reçut la bourgeoisie de Bordeaux en 1787 .

### Début de carrière
Fils d'un avocat au Parlement de Bordeaux, Grangeneuve est un des plus célèbres avocats de sa ville natale avant la Révolution.
En 1789, il adhère avec ferveur aux idées révolutionnaires et fonde la Société populaire de Bordeaux. Il devient également substitut du procureur à la commune de la cité.

### Mandat à la Législative
La France devient une monarchie constitutionnelle en application de la constitution du 3 septembre 1791. Le même mois, Jean-Antoine Grangeneuve, alors substitut du procureur de la commune de Bordeaux, est élu député du département de la Gironde, le onzième sur douze, à l'Assemblée nationale législative. 
Il siège sur les bancs de la gauche de l'Assemblée. En février 1792, il vote en faveur de la mise en accusation de Bertrand de Molleville, le ministre de la Marine. En mars, il se prononce pour l'amnistie en faveur des auteurs du massacre de la Glacière survenu dans le Comtat Venaissin, avant son annexion à la France. En avril, il vote pour que les soldats du régiment de Châteauvieux, qui s'étaient mutinés lors de l'affaire de Nancy, soient admis aux honneurs de la séance. En août, il vote en faveur de la mise en accusation du marquis de La Fayette. 
La monarchie prend fin à l'issue de la journée du 10 août 1792 : les bataillons de fédérés bretons et marseillais et les insurgés des faubourgs de Paris prennent le palais des Tuileries. Louis XVI est suspendu et incarcéré, avec sa famille, à la tour du Temple. 

### Mandat à la Convention
En septembre 1792, Jean-Antoine Grangeneuve est réélu député de la Gironde, le quatrième sur douze, à la Convention nationale. 
Il siège sur les bancs de la Gironde. Lors du procès de Louis XVI, il vote « la détention », se prononce en faveur de l'appel au peuple et s'abstient de voter au dernier appel nominal relatif au sursis à l'exécution de la peine. Le 13 avril 1793, il vote en faveur de la mise en accusation de Jean-Paul Marat. Le 28 mai, il vote en faveur du rétablissement de la Commission des Douze. 
Grangeneuve est attaqué pour ses positions girondines. Le 15 avril 1793, il fait partie des vingt-deux députés girondins accusés par les sections parisiennes d'avoir « ouvertement violé la foi de leurs commettants ». Le 9 mai, il fait partie des députés dénoncés par Marat dans son journal comme membres de la « faction des hommes d’État ».  
Grangeneuve est décrété d'arrestation à l'issue des journées du 31 mai et du 2 juin 1793. Il est décrété d'accusation devant le tribunal révolutionnaire le 28 juillet sur motion de Bertrand Barère (député des Hautes-Pyrénées), membre du Comité de Salut public, puis le 3 octobre sur motion de Jean-Pierre-André Amar (député de l'Isère), membre du Comité de sûreté générale. Grangeneuve n'était initialement pas visé par le décret d'accusation proposé par Louis-Antoine de Saint-Just (député de l'Aisne), en raison, d'après l'historienne Jacqueline Chaumié, de sa proximité avec François Chabot (député Montagnard du Loir-et-Cher). 
Grangeneuve se soustrait à son décret de mise en accusation et fuit Paris. Il est décrété hors-la-loi. Il est arrêté à Bordeaux et exécuté le 1er nivôse an II (21 décembre 1793) aux côtés de son frère Jean Grangeneuve, administrateur du département. Leur exécution est annoncée à la Convention dans la correspondance des représentants en mission Jean-Lambert Tallien (député de Seine-et-Oise) et de Claude-Alexandre Ysabeau (député d'Indre-et-Loire).  

## Hommage
La ville de Bordeaux a donné son nom à une rue du Quartier des Chartrons, et son nom est mentionné sur la plaque d'hommage du monument aux Girondins.

## Sources
- Albert Soboul (dir.), Dictionnaire historique de la Révolution française, Paris, Presses universitaires de France collection « Quadrige », 1989, réédition 2005, 1132 p.
- « Jean-Antoine Lafargue de Grangeneuve », dans Adolphe Robert et Gaston Cougny, Dictionnaire des parlementaires français, Edgar Bourloton, 1889-1891 [détail de l’édition]
- André Deforges, Les Illustres de Bordeaux : catalogue, vol. 2, Bordeaux, Dossiers d'Aquitaine, 2014, 80 p. (ISBN 978-2-84622-255-6, présentation en ligne).